# ムーンミルク (飲み物)

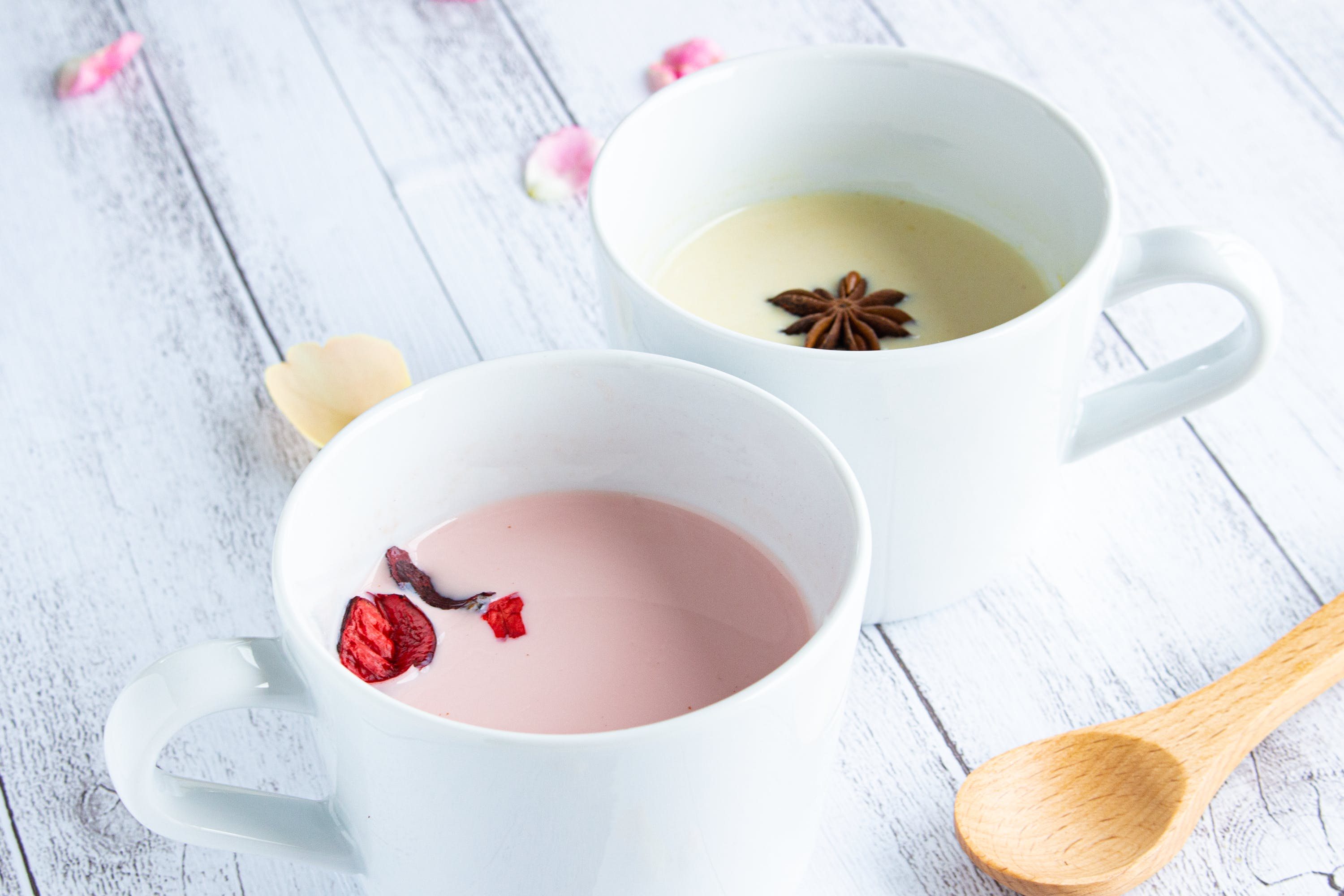
ムーンミルク

ムーンミルク(英:moon milk)とは、牛乳などにハーブやスパイスを溶かした飲み物である。

## 概要
ホットミルクにアシュワガンダなどのハーブやスパイスを加えたインドの伝統的な医療であるアーユルヴェーダの考えを元にした伝統的な飲み物であり、不眠解消効果があるとされている。アミノ酸の一種であるトリプトファンがセロトニンを生成し、メラトニンへ変化する。また、メラトニンには、睡眠を促す効果がある。

### 材料
ホットミルクや豆乳、アーモンドミルクにスパイスやハーブを溶かして飲む。海外ではムーンミルクにアシュワガンダというハーブを利用する事が多いが、これは日本の薬機法により薬品に該当しているため、日本では使用できない。
- 牛乳もしくはココナッツミルク[1]
- アダプトゲン[1][7]を含むハーブとスパイス
- はちみつ